# Бетюн, Арман-Луи-Франсуа де
Граф Арман-Луи-Франсуа де Бетюн (фр. Armand-Louis-François de Béthune-Charost; 5 августа 1770, Париж — 28 апреля 1794, Париж) — французский авантюрист, пытавшийся стать суверенным правителем Австрийских Нидерландов.

## Биография
Второй сын Армана-Жозефа де Бетюна, герцога де Шаро, и Луизы-Сюзанны-Эдме Мартель.
После смерти старшего брата стал наследником семейных владений. Носил титул графа де Шаро.
По словам бельгийского биографа, «По натуре беспокойный, непоседливый и амбициозный, он находился всюду, где зрело недовольство, повсюду искал возможности стать во главе группировки, неважно какой».
Участвовал в заговорах в Галисии, Голландии и Австрийских Нидерландах, руководствуясь при этом только своими амбициями.
Во время Брабантской революции предложил Штатам Брабанта набрать за их счет легион, в котором он бы бы полковником-владельцем с чином генерал-майора войск Брабанта и Соединенных провинций.
Его предложение было принято 22 апреля 1789, но так и не было осуществлено. В декабре он предложил набрать отряд немецких войск. Кроме того, он завязал сношения с лидерами революции, но не добился их доверия.
После подавления революции вернулся во Францию. Там в приграничных городах Лилле, Дуэ, Мобёже, Валансьене и других он нашел бельгийских изгнанников, не желавших подчиняться австрийскому режиму. Он встретил немало авантюристов, выходцев из армии мятежников или принадлежавших к партии недовольных из Льежа и Голландии, которые предпочитали жить за чужой счет и не хотели возвращаться к прежним занятиям.
Отвергнутые как революционеры французскими лоялистами, и рассматриваемые как аристократы республиканцами, бельгийские изгнанники ни у кого не находили поддержки.
Когда правительство Австрийских Нидерландов решило выяснить отношение Франции к эмигрантам, Бетюн был единственным, кто имел мужество их защищать. В ноябре 1791 директории Дуэ было поручено собрать сведения об их численности и поведении.
Граф тогда заявил, что они бежали от австрийского гнета, что он многих знает, и многим оказывает помощь. Он просил предоставить для их размещения здание, принадлежащее какому-либо из религиозных учреждений. Он старался установить связи с как можно большим числом изгнанников, с аристократами демонстрировал консерватизм, с демократами высказывал передовые лозунги.
Граф Меттерних подозревал его в заговоре в пользу демократов, которых возглавлял Вонк, предполагая, что он действовал в интересах герцога Орлеанского.
Мерлен из Тионвиля был осведомлен лучше. На заседании Якобинского клуба он заявил, что Бетюн хотел установить в Австрийских Нидерландах род протектората, и защищавший графа Бриссо признал, что тот был врагом свободы бельгийцев, что если он желал революции в Бельгии, то лишь для того, чтобы стать там герцогом.
Это было целью Бетюна на самом деле. Он опирался на титулы своих предков, которые, согласно l'Histoire de la maison de Béthune аббата Дуаньи, принадлежали к семье графов Фландрии.
В своих манифестах его сторонники не упоминали о своих политических принципах, лишь призывая к свержению режима.
Поначалу их не принимали всерьез, но, по мере нарастания политической напряжённости угроза переворота стала выглядеть более реальной. 4 и 6 февраля 1792 Совет Брабанта принял декрет об аресте Бетюна и семи его главных сторонников. После этого все члены фамилии Бетюнов, жившие во Франции, отреклись от графа и даже заявили, что считают его иностранцем.
Люди Бетюна в мае 1792 установили связь с неким Баярдом, почтмейстером из Монса, через которого надеялись переправить послания своим сторонникам. Баярд оказался предателем, сообщившим обо всем барону Фельцу, советнику и секретарю Военного совета. Бетюну удалось занять два городка, губернаторы которых открыли перед ним ворота, но большего добиться не удалось.
Тем временем революционные события развивались стремительно. Австрийские Нидерланды были оккупированы французами, аристократия изгнана, духовенство репрессировано. Бетюн был покинут демократами, открыто примкнувшими к французам, и аристократами, принявшими сторону Австрии.
8 сентября 1793 он был арестован французами, затем отпущен в Дуэ, после чего отправился в Кале, надеясь эмигрировать. Пытался добраться до английского судна, но был снова арестован.
9 флореаля II года республики был приговорен революционным трибуналом к смерти по обвинению в заговоре против свободы, безопасности и суверенитета французского народа.
Приговор был немедленно приведен в исполнение и Бетюн отправился на гильотину вместе с графом д'Эстеном, Латур-Дюпеном и несколькими другими известными людьми.

## Семья
Жена (15.06.1790): Максимильена-Огюстина-Генриетта де Бетюн (27.09.1772—1833), дочь Максимильена-Алексиса де Бетюна, принца Анришмона, герцога Сюлли, и Генриетты-Мари-Розали Бейлан де Пуайян. Брак бездетный. Вторым браком вышла за Эжена-Александра де Монморанси, герцога де Лаваля